# Callerinnys rubridisca
Callerinnys rubridisca là một loài bướm đêm trong họ Geometridae.